# Mohamed Flissi
Mohamed Flissi (arabisch محمد فليسي; * 13. Februar 1990 in der Provinz Boumerdes) ist ein algerischer Boxer im Fliegengewicht.

## Karriere
Der 1,72 m große Linksausleger Mohamed Flissi begann 2004 mit dem Boxsport und entwickelte sich zu einem der besten Boxer des afrikanischen Raumes. 

### Kontinentale Meisterschaften
2011 gewann er jeweils die Silbermedaille bei den Arabischen Meisterschaften in Doha und den Afrikaspielen in Maputo. 2013 gewann er die Goldmedaille bei den Mittelmeerspielen in Mersin durch Siege gegen Manuel Cappai und Ferhat Pehlivan. 2014 gewann er den Nationencup Afrika, sowie 2015 die Afrikameisterschaften in Casablanca und die Afrikaspiele in Brazzaville.
Weitere Goldmedaillen gewann er bei den Afrikameisterschaften 2017 in Brazzaville und den Arabischen Meisterschaften 2019 in Khartum.

### Weltmeisterschaften und Olympische Spiele
2010 gewann er eine Bronzemedaille bei den World Combat Games in China und nahm 2011 an den Weltmeisterschaften in Baku teil, wo er im ersten Kampf gegen Thomas Essomba ausschied. 2012 gewann er die afrikanische Olympiaqualifikation durch Siege gegen Peter Mungai, Sulemanu Tetteh, diesmal auch Thomas Essomba und Abdelali Daraa. Bei den Olympischen Spielen 2012 in London unterlag er dann im ersten Kampf gegen Kaew Pongprayoon.
2013 gewann er die Silbermedaille bei den Weltmeisterschaften in Almaty, nachdem er erst im Finale gegen Birschan Schaqypow verloren hatte. Zuvor hatte er sich gegen Joselito Velásquez, Lü Bin, Patrick Lourenço und David Jiménez durchgesetzt. Die Weltmeisterschaften 2015 in Doha beendete er mit einer Bronzemedaille, nachdem er im Halbfinale gegen Elvin Məmişzadə ausgeschieden war. Im Viertelfinale hatte er erneut David Jiménez besiegt.
2016 qualifizierte er sich bei den afrikanischen Ausscheidungskämpfen in Kamerun für die Olympischen Spiele 2016 in Rio de Janeiro. Dort schlug er im Achtelfinale den Europameister Daniel Assenow und verlor im Viertelfinalkampf gegen Yoel Finol.
2017 startete er bei den Weltmeisterschaften in Hamburg, wo er im Achtelfinale knapp mit 2:3 gegen Kavinder Singh Bisht ausschied. Bei den Afrikaspielen 2019 gewann er Bronze. Bei den Weltmeisterschaften 2019 in Jekaterinburg besiegte er Ilunga Doudou, schied aber dann erneut knapp mit 2:3 gegen Yosvany Veitía aus.
Im Februar 2020 gewann er die afrikanische Olympiaqualifikation in Dakar.
Während der Eröffnungsfeier der Olympischen Spiele in Tokio 2020 am 23. Juli 2021 war er, gemeinsam mit der Schwimmerin Amel Melih, der Fahnenträger der algerischen Olympiamannschaft. Bei den 2021 in Tokio ausgetragenen Olympischen Spielen schied er im Achtelfinale gegen Carlo Paalam aus.

### World Series of Boxing
Flissi kämpfte von 2012 bis 2014 für die Algerien Desert Hawks in der World Series of Boxing (WSB). Er bestritt dort sechs Kämpfe mit drei Siegen und drei Niederlagen.

### AIBA Pro Boxing
2014/15 boxte er in der semiprofessionellen APB-Serie und gewann zwei von sechs Kämpfen.

### Turniere
- 2016: 2. Platz beim Duisenkul Schopokow Tournament in Kirgisistan
- 2013: 3. Platz beim Giraldo Cordova Cardin Tournament auf Kuba
- 2013: 1. Platz beim Limassol Boxing Tournament auf Zypern
- 2013: 1. Platz beim Setif International Tournament in Algerien